# Peter Hintzmann
Peter Hintzmann (* 3. Februar 1936 in Rostock; † 1998) war ein deutscher Diplomat. Er war Botschafter der DDR in Norwegen und in Island.

## Leben
Hintzmann, Sohn eines Angestellten, besuchte die Oberschule und erwarb das Abitur. Von 1956 bis 1960 studierte er an der Deutschen Akademie für Staats- und Rechtswissenschaft in Potsdam-Babelsberg. Sein Studium schloss er als Diplomwirtschaftler ab. 
Anschließend trat er in den diplomatischen Dienst der DDR. Von 1960 bis 1963 war er Länderbearbeiter Dänemark bzw. Sektorenleiter in der Vierten Europäischen Abteilung im Ministerium für Auswärtige Angelegenheiten der DDR (MfAA). 1964 war er kurzzeitig Attaché an der Botschaft in Warschau und dann Assistent des Leiters der Vertretung der Kammer für Außenhandel (KfA) in Kopenhagen. Von 1966 bis 1969 war er Stellvertreter des Leiters der Vertretung der KfA. Zwischen 1969 und 1971 studierte Hintzmann an der Diplomatenhochschule in Moskau. 1972/1973 wirkte er als Leiter der Handelsvertretung (Botschaftsrat) und von 1973 bis 1977 als Botschafter in Oslo, von 1973 bis 1977 war er als Botschafter auch zweitakkreditiert in Island. Von 1977 bis 1982 leitete er die Abteilung Nordeuropa/Großbritannien im MfAA. Anschließend fungierte er von 1982 bis 1989 als Erster Sekretär der SED-Kreisleitung des MfAA (Nachfolger von Gerd König). 1990 war er erneut Mitarbeiter in der Nordeuropa-Abteilung des MfAA. Der Beschluss der Regierung Modrow vom 2. März 1990, Hintzmann zum Botschafter in Finnland zu ernennen, wurde am 23. Mai 1990 von der Regierung de Maizière aufgehoben. Er war nach 1990 arbeitslos.

## Auszeichnungen
- Vaterländischer Verdienstorden in Bronze (1977) und in Silber (1986)